# Santa Cruz de La Palma
Santa Cruz de La Palma is een gemeente in de Spaanse provincie Santa Cruz de Tenerife in de regio Canarische Eilanden met een oppervlakte van 43 km² en de hoofdstad van het eiland La Palma. De havenstad ligt in het oosten van het eiland en telt 15.711 inwoners (1 januari 2016). 
Santa Cruz de La Palma ligt aan de voet van de beboste berghelling van de vulkaan Cumbre Vieja, en aan de rand van de kleinere hydrovulkaan Risco de la Concepción.
In de zestiende eeuw was deze stad, naast  op de eerste plaats Sevilla en de tweede plaats Antwerpen de belangrijkste havenstad van het Spaanse Wereldrijk  Dit komt vooral door haar ligging op La Palma, het westelijkste Canarische eiland, voordat men de Atlantische Oceaan naar bijvoorbeeld Nieuw-Spanje kon zeilen en dus goed als verversingscentrum kon dienen.

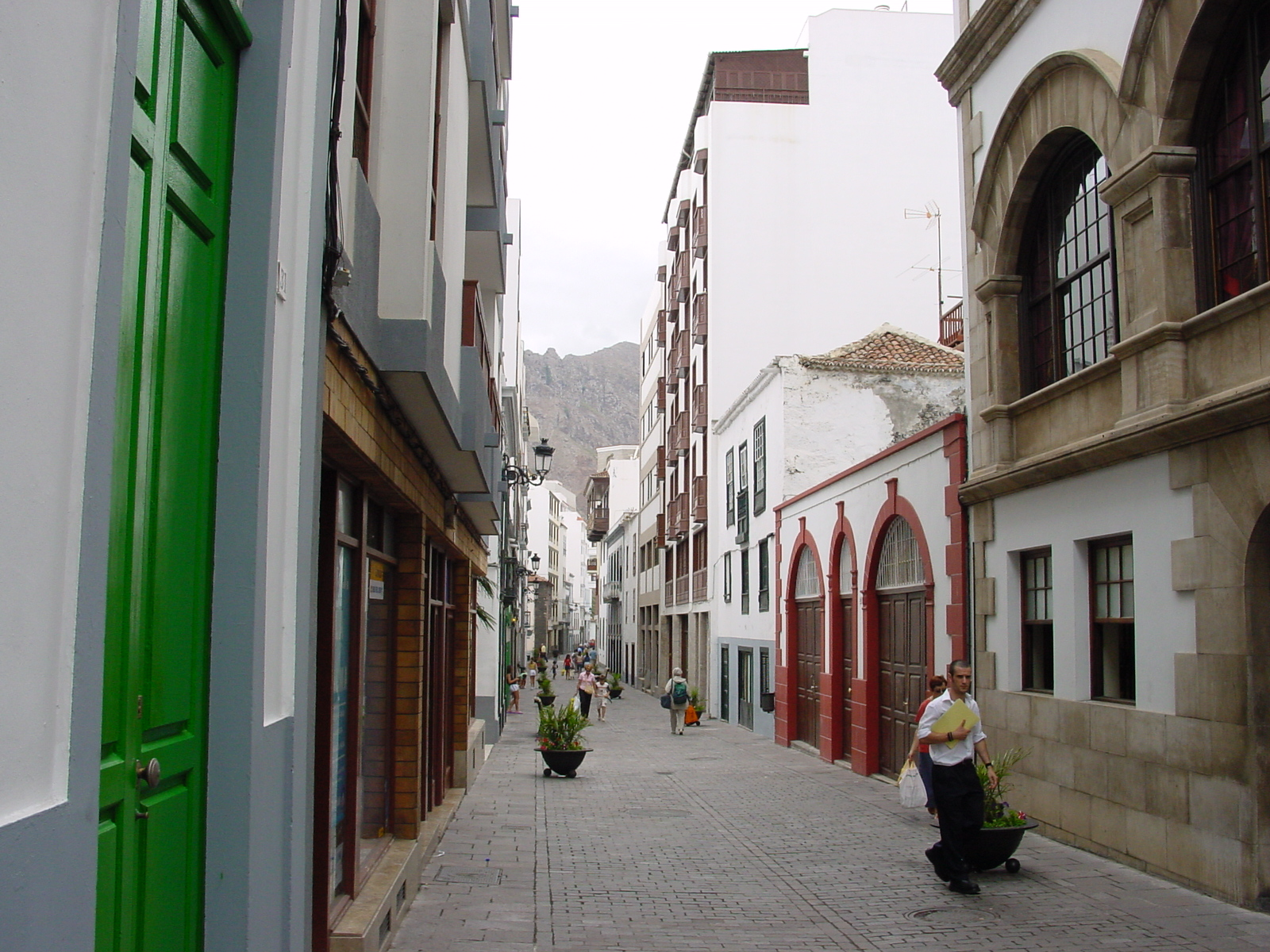
Straatbeeld

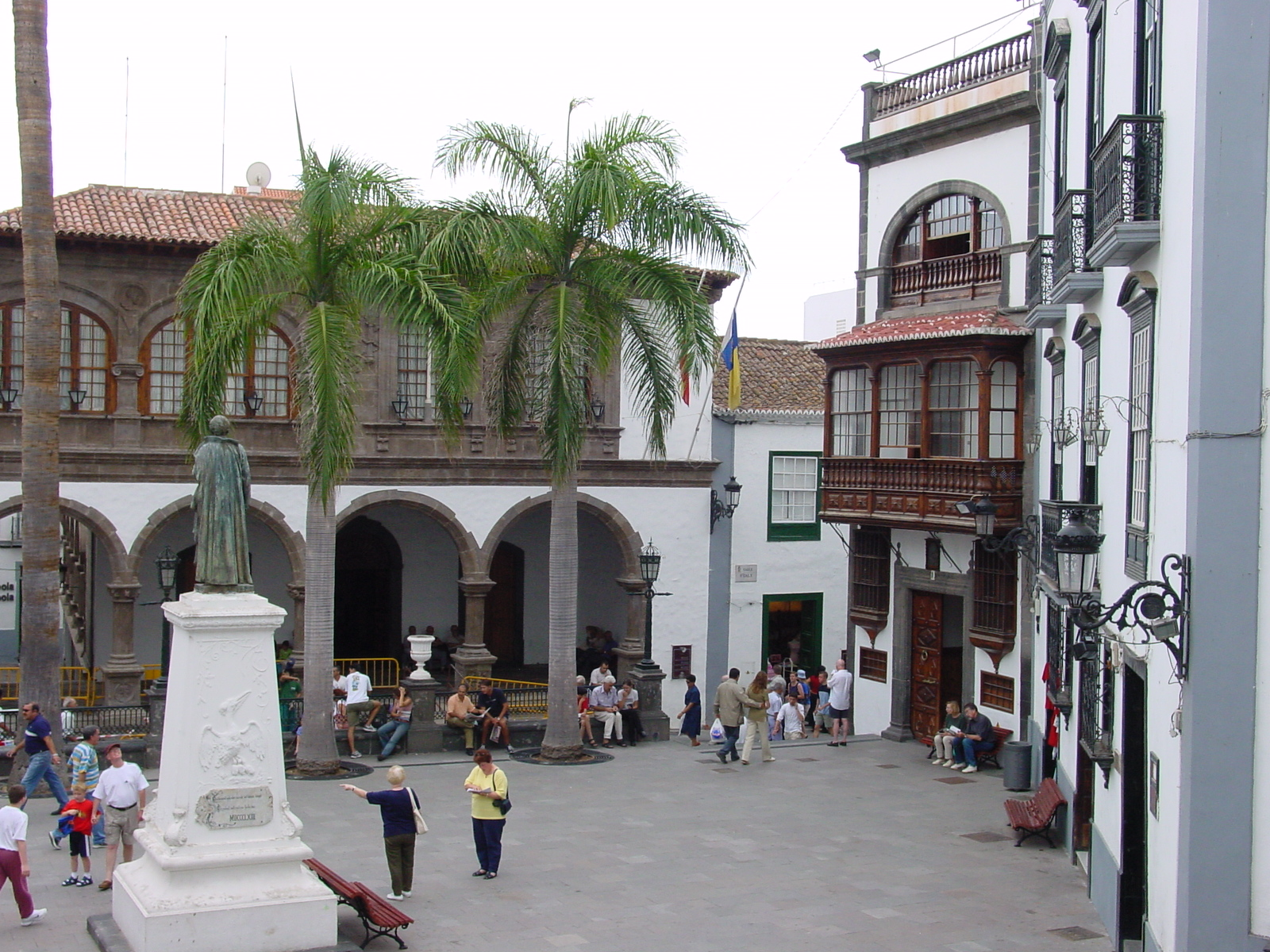
Raadhuisplein

## Demografische ontwikkeling
Bron: INE; 1857-2011: volkstellingen

## Afbeeldingen

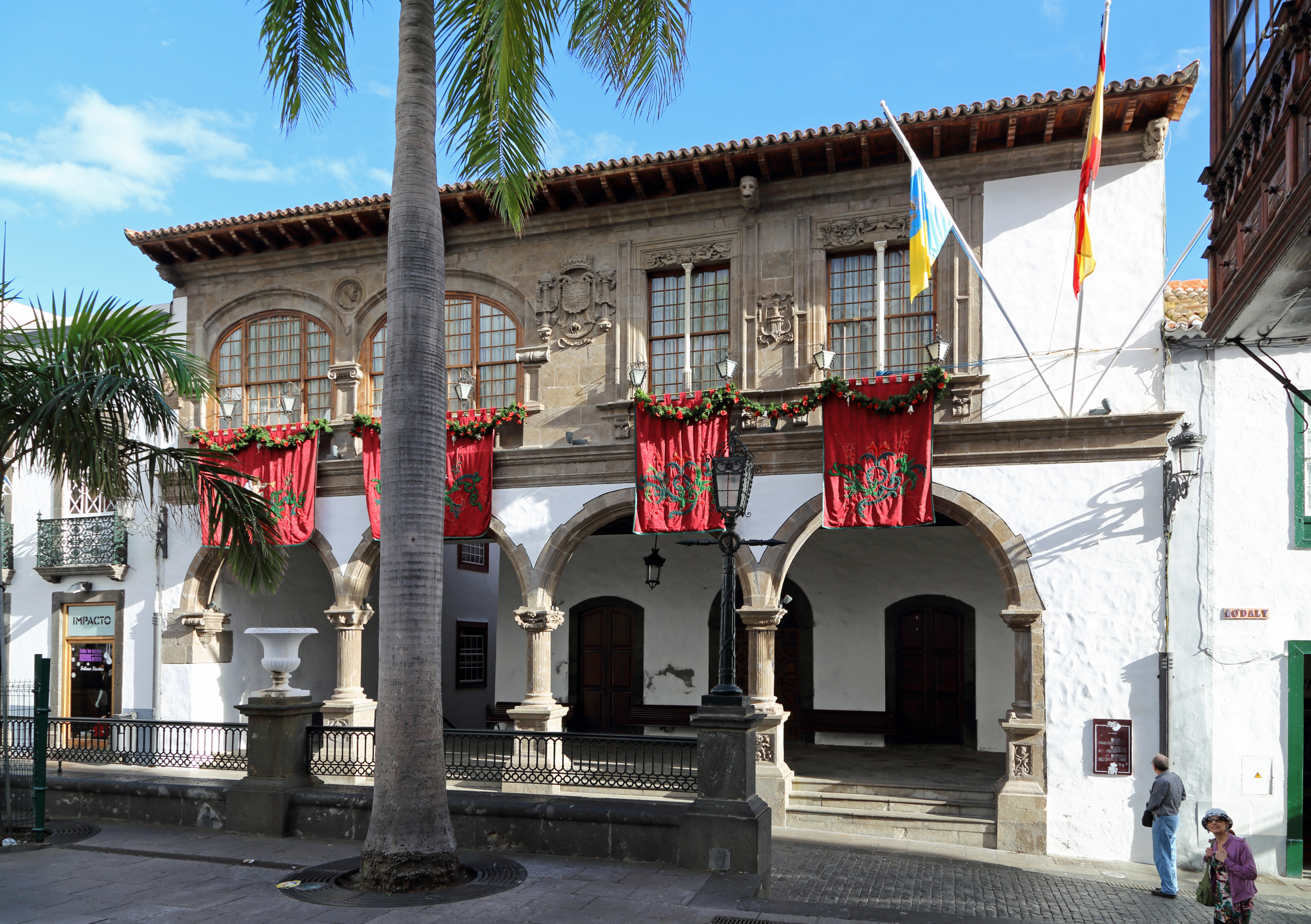
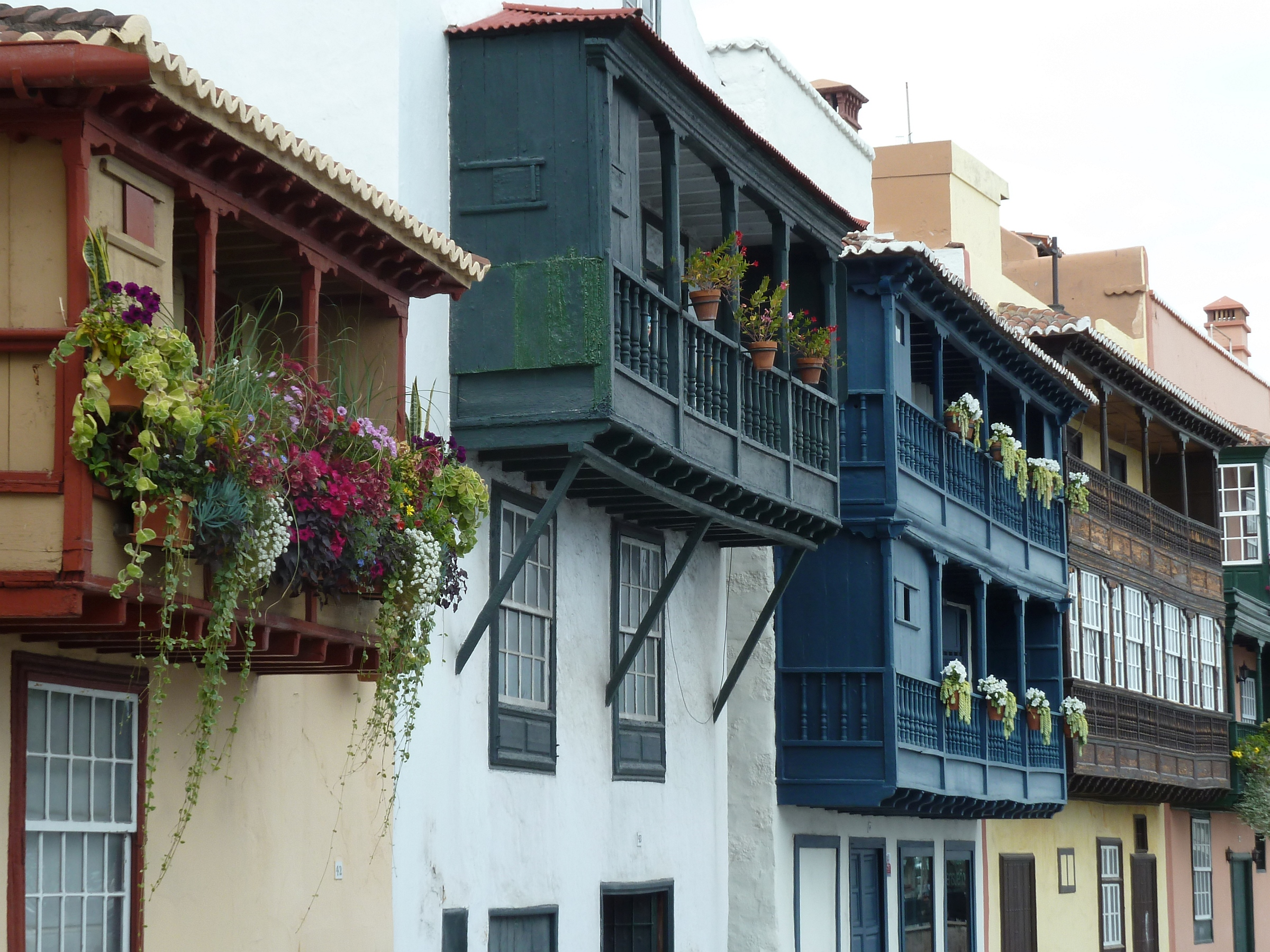
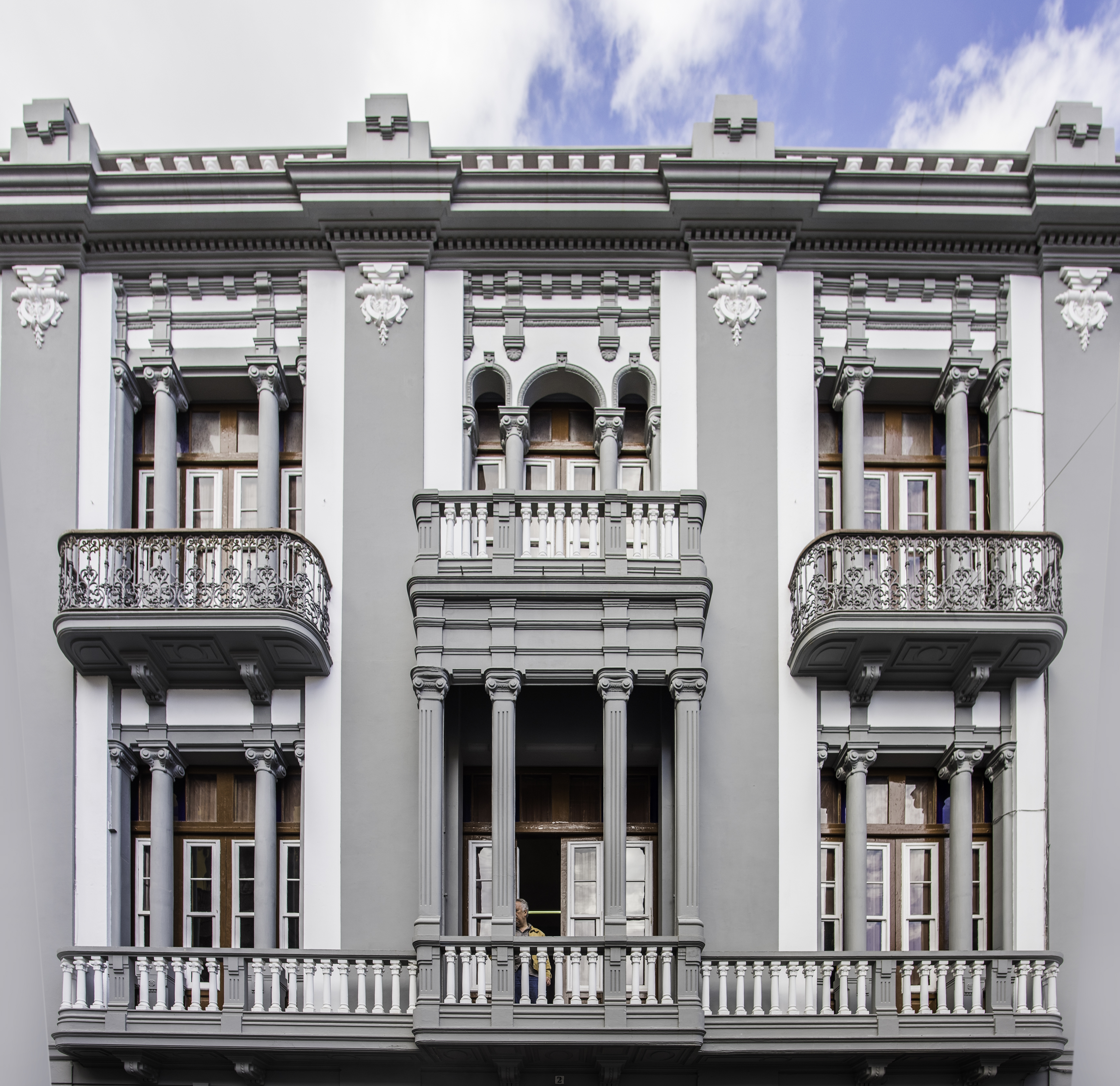
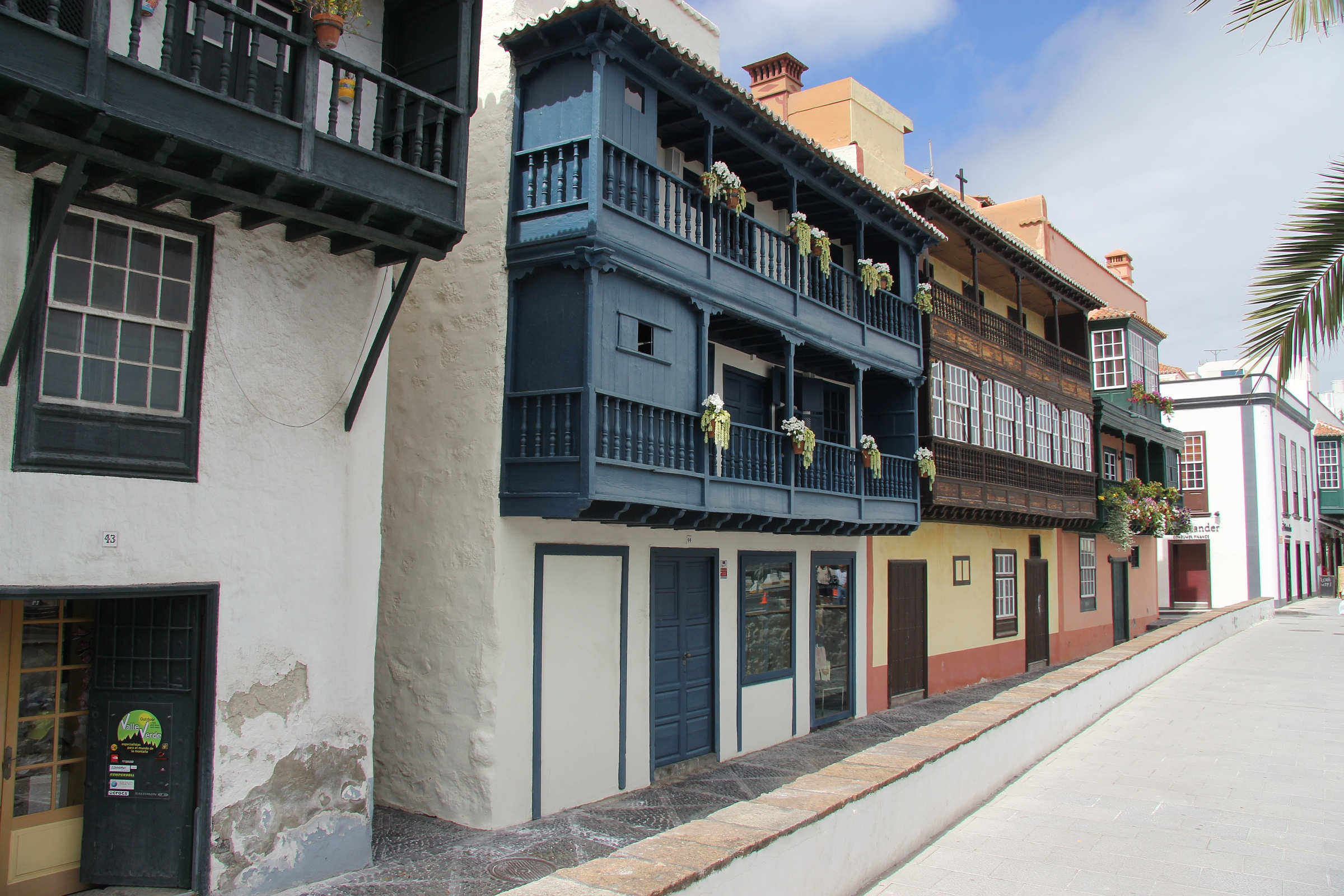
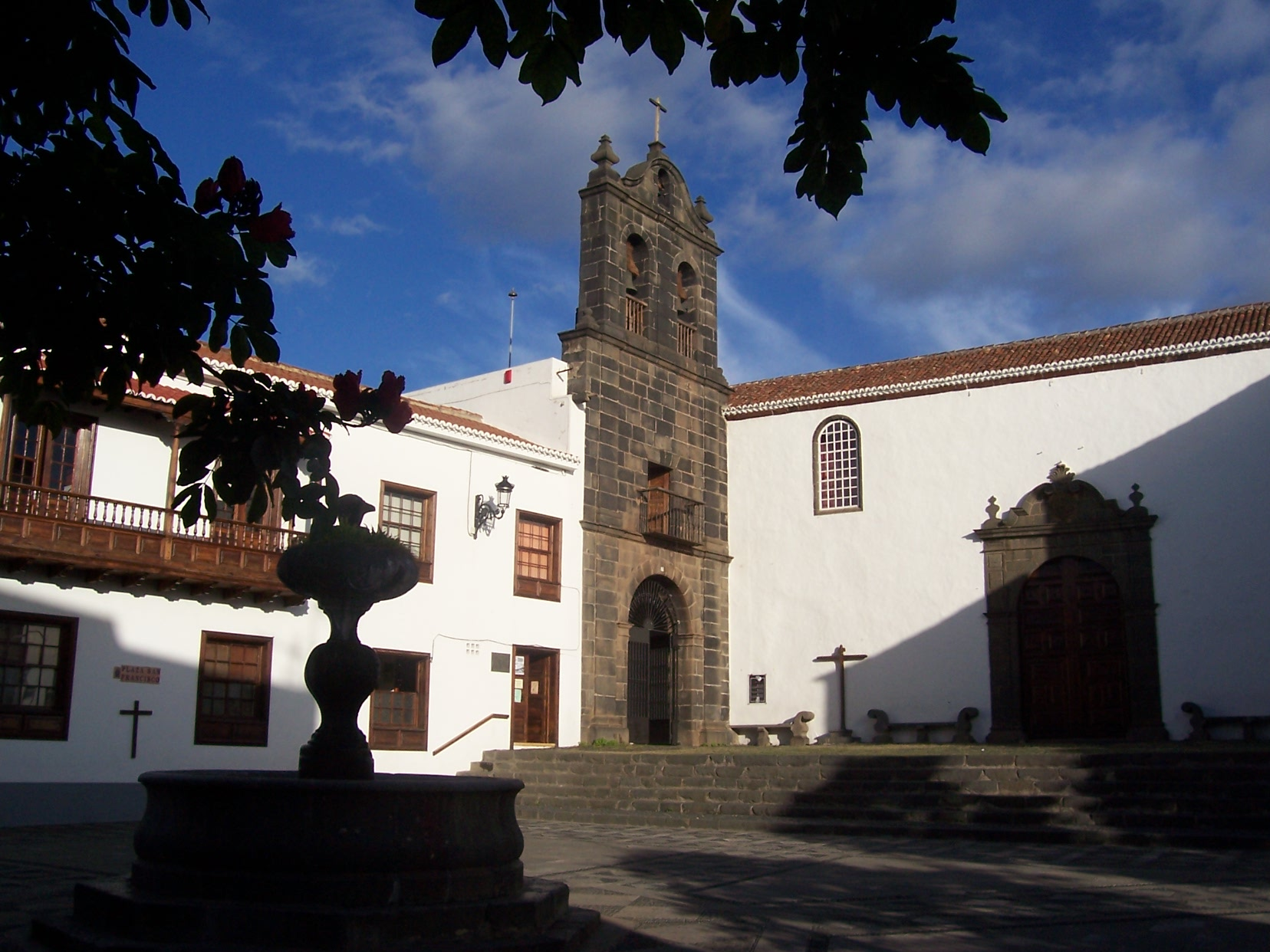
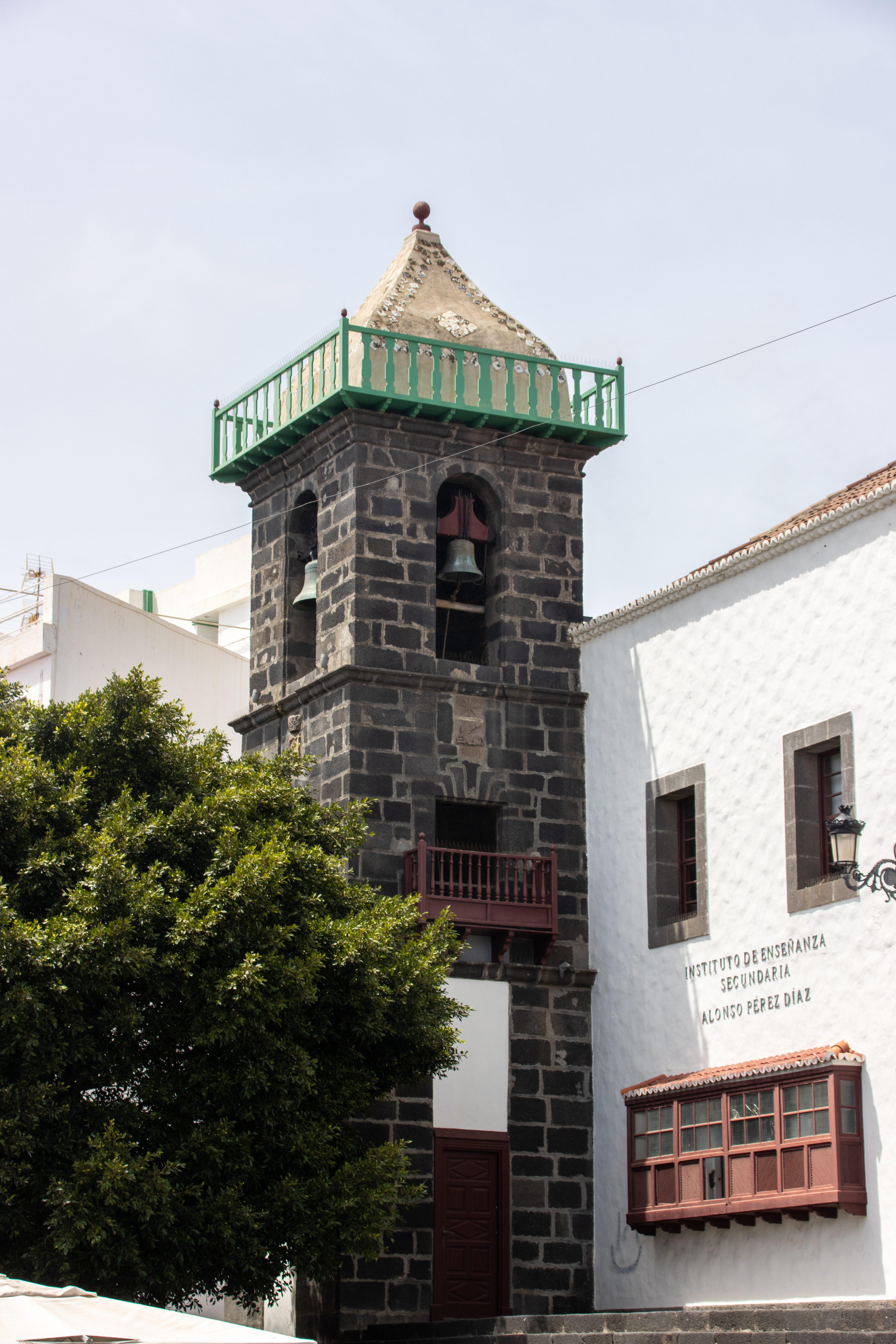
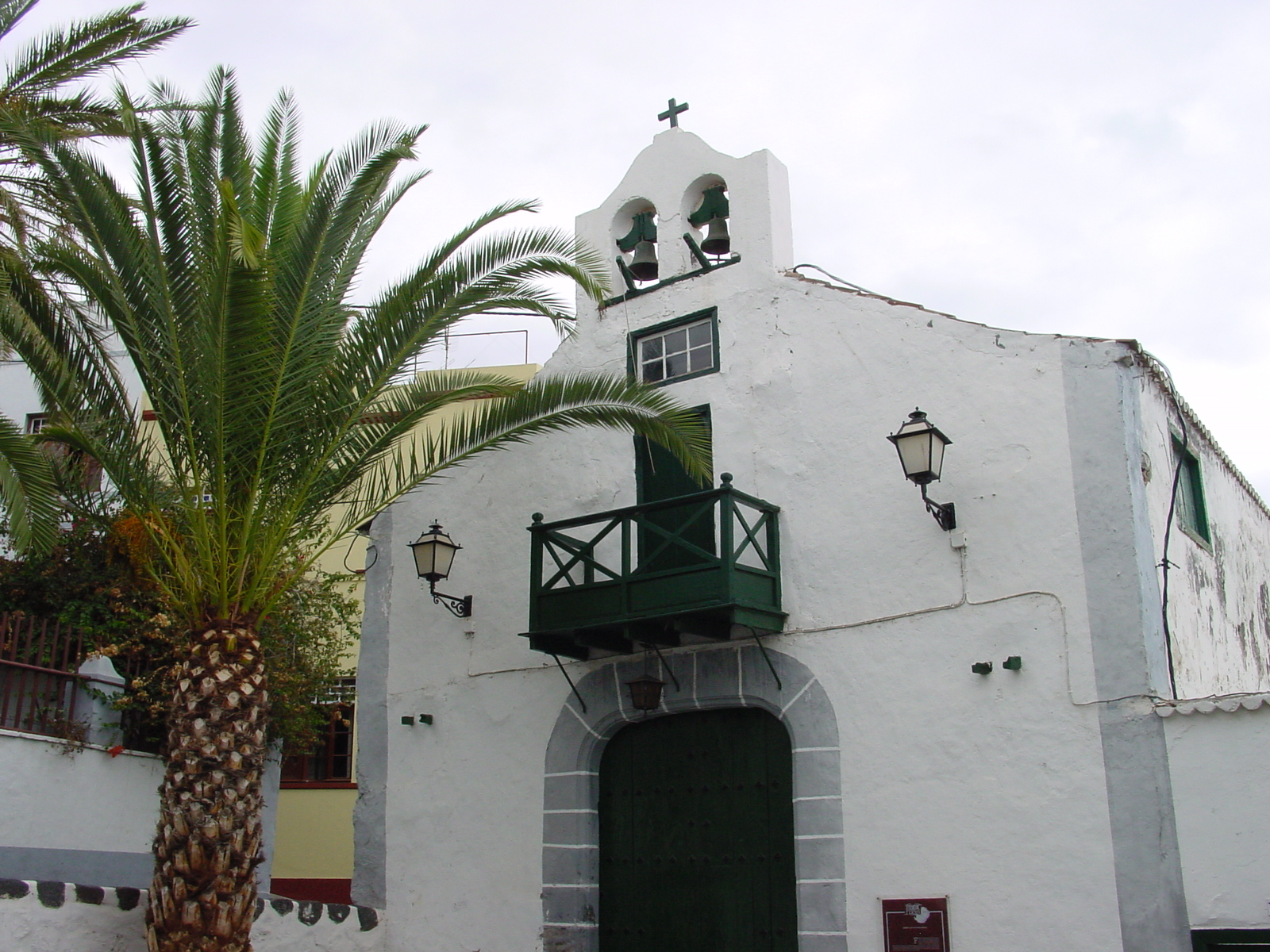
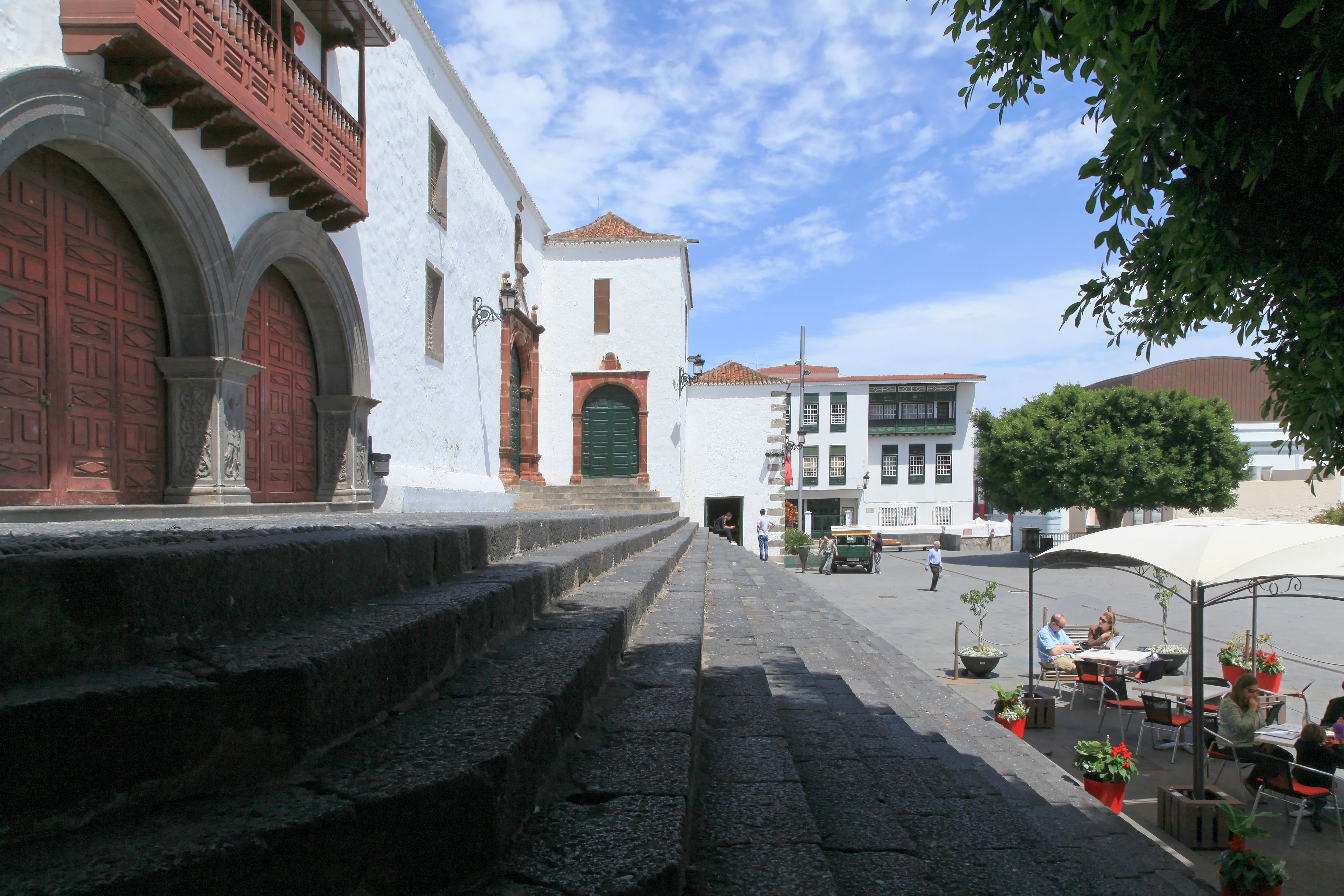
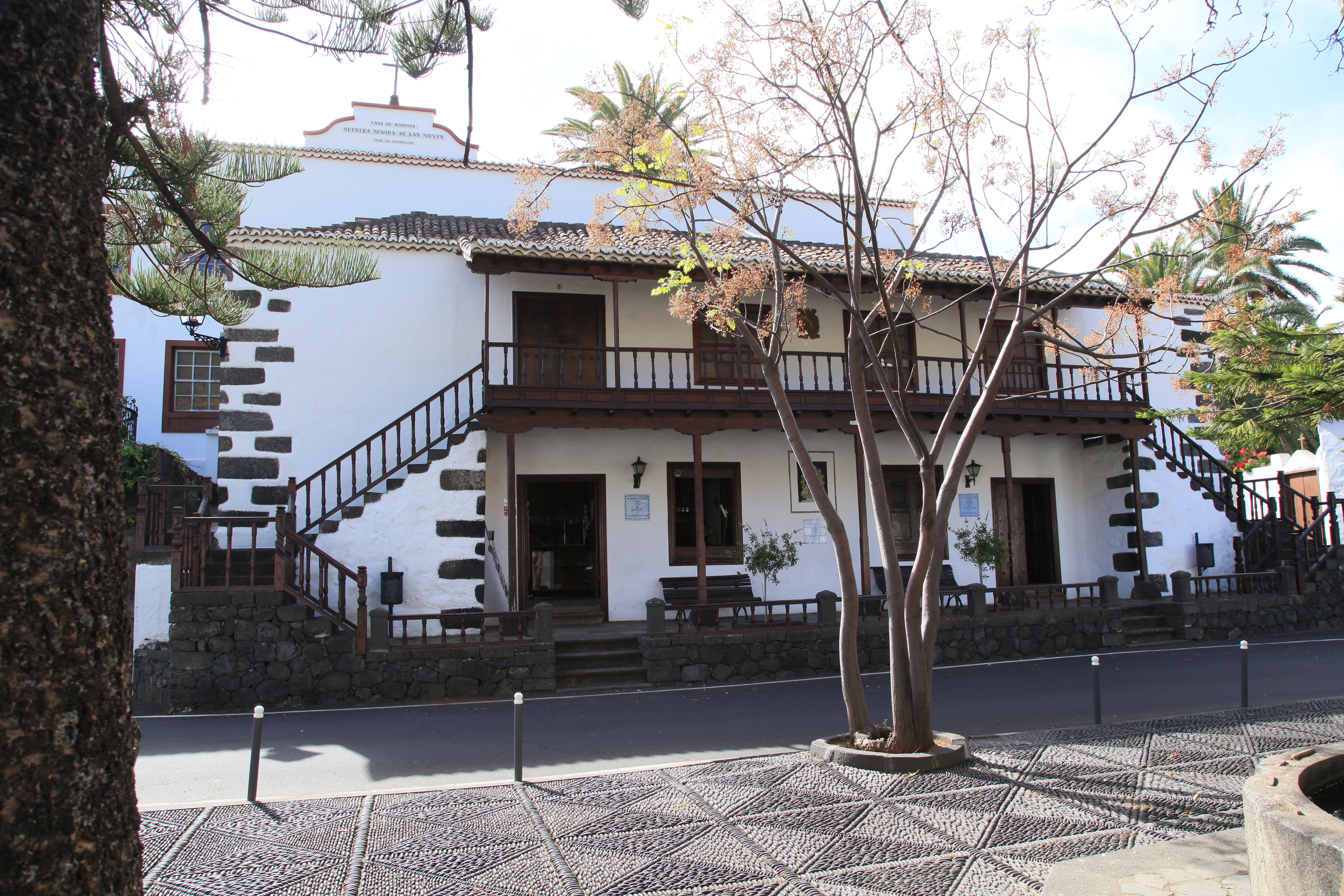
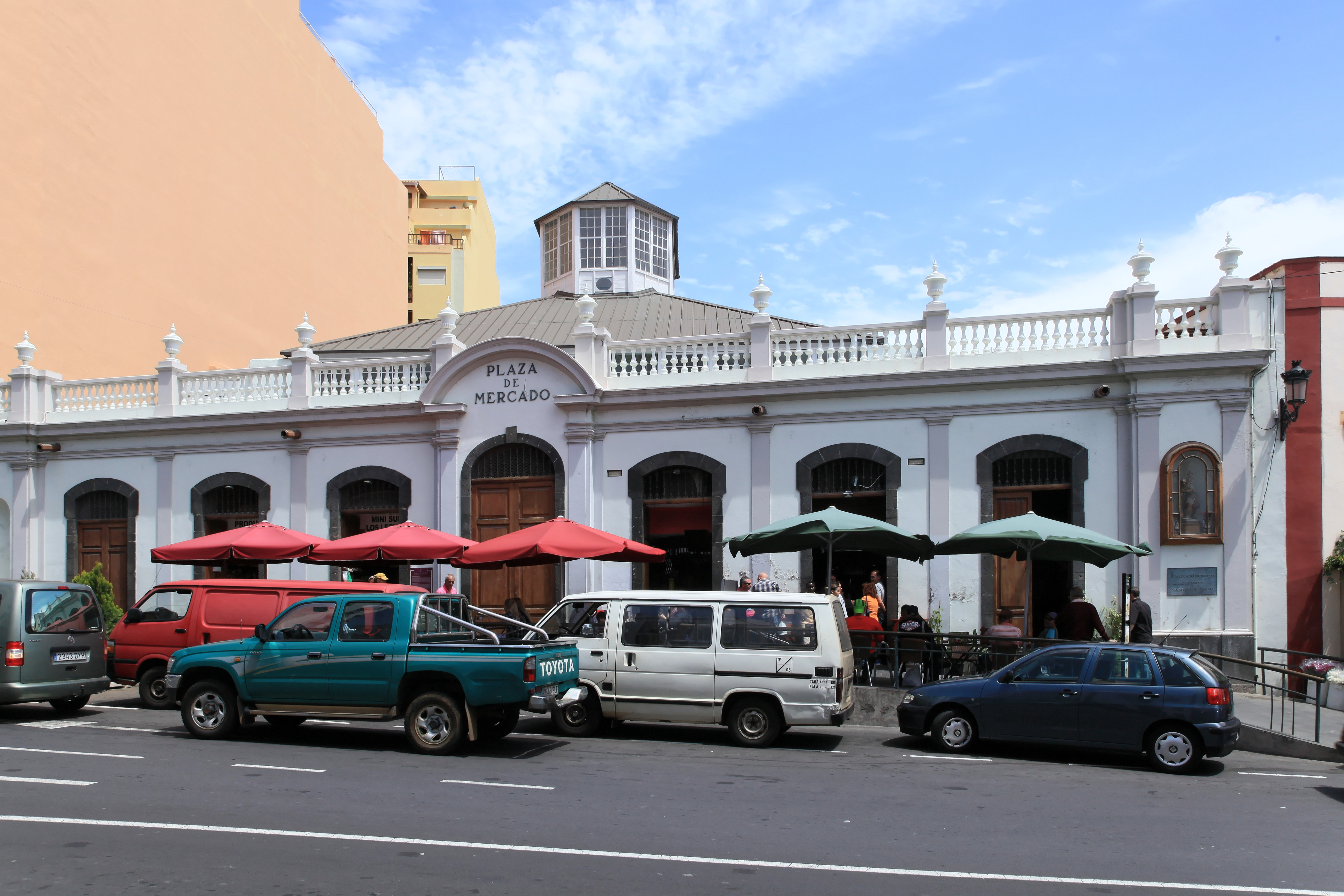
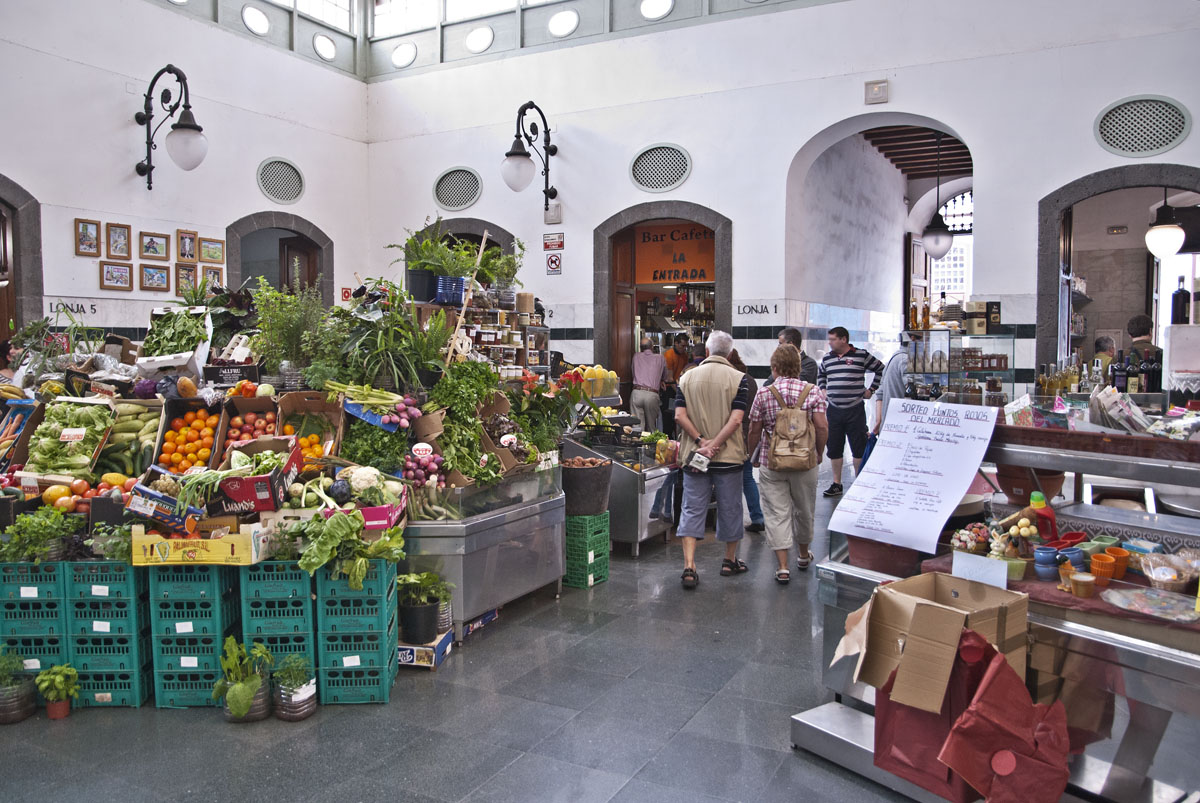
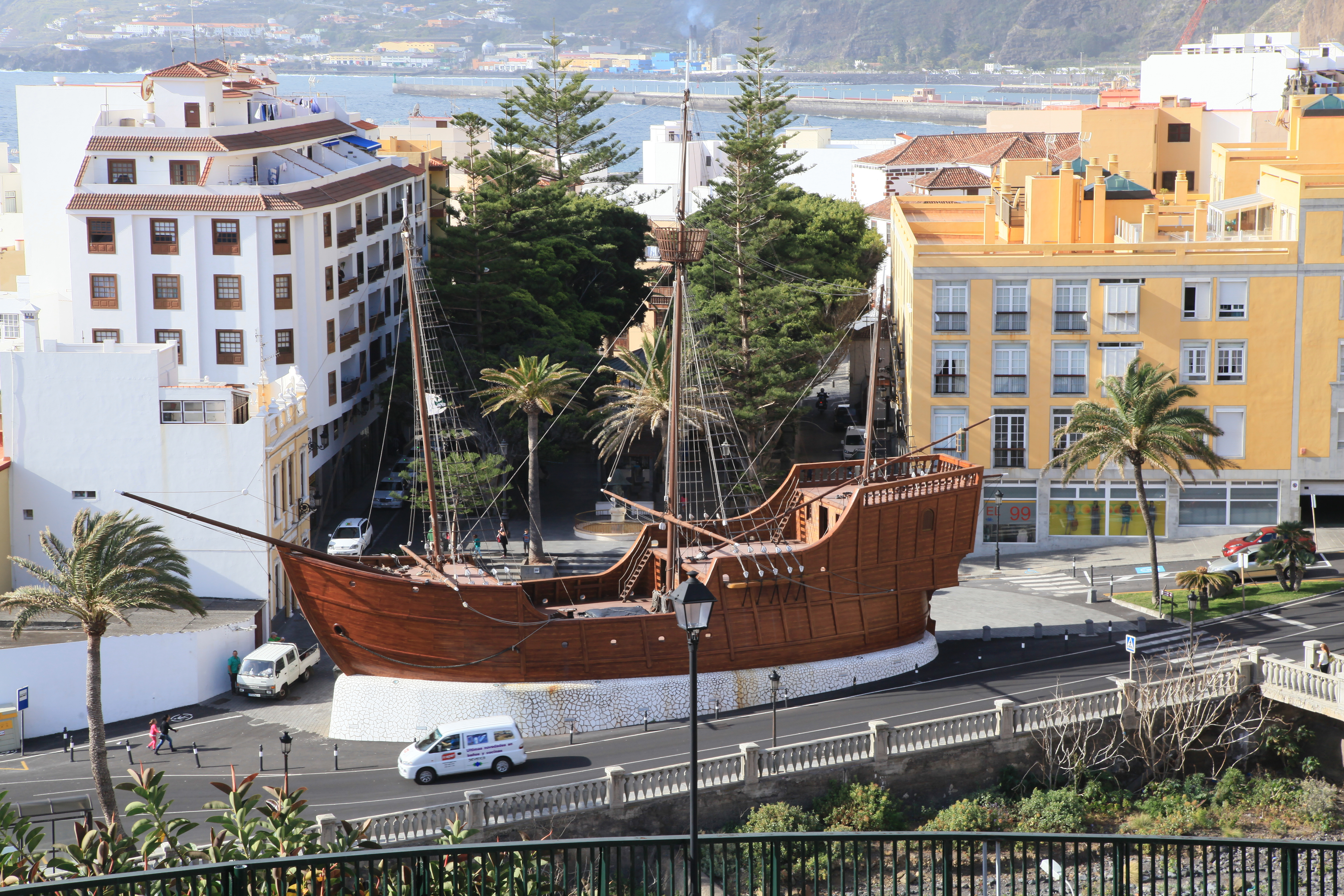
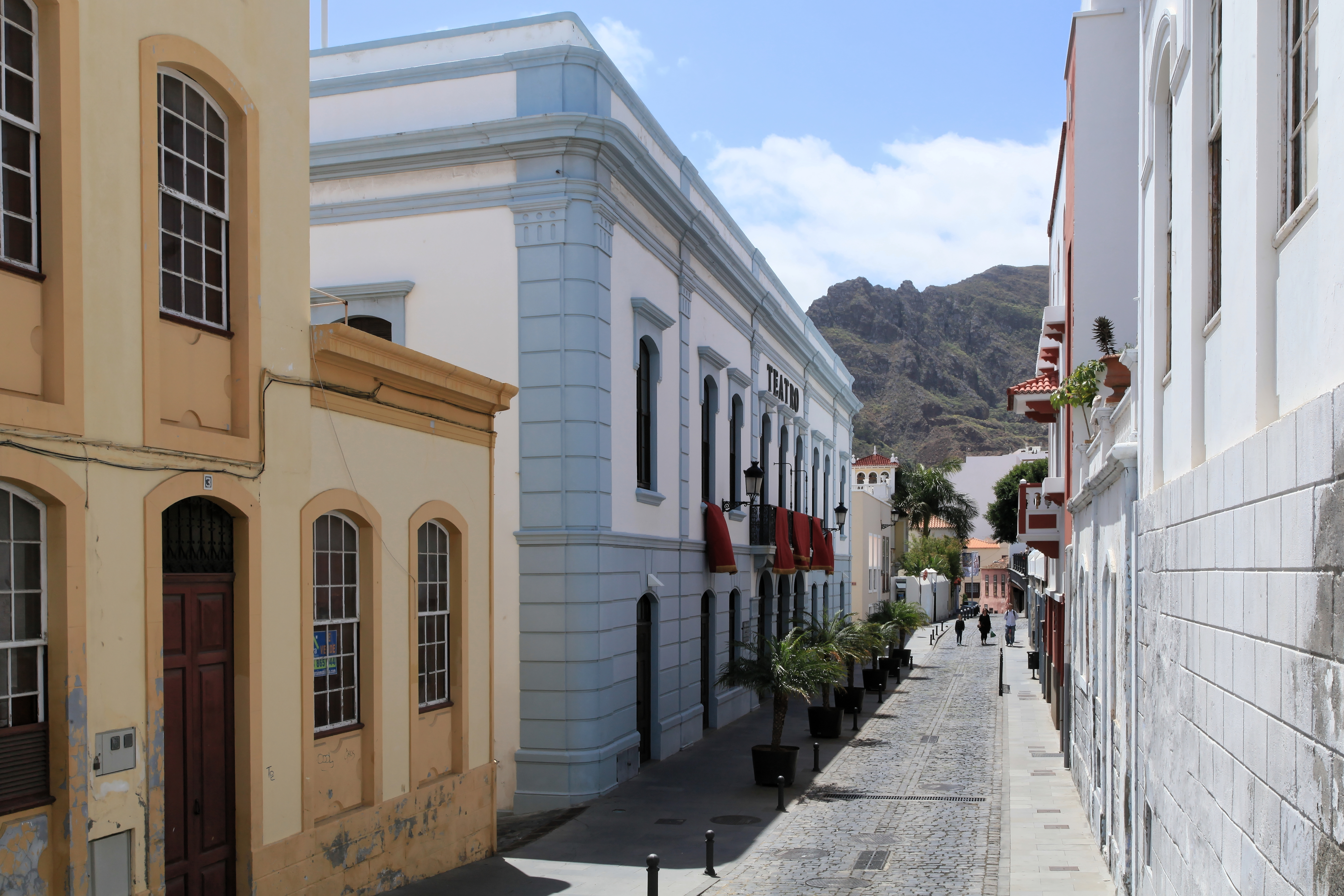
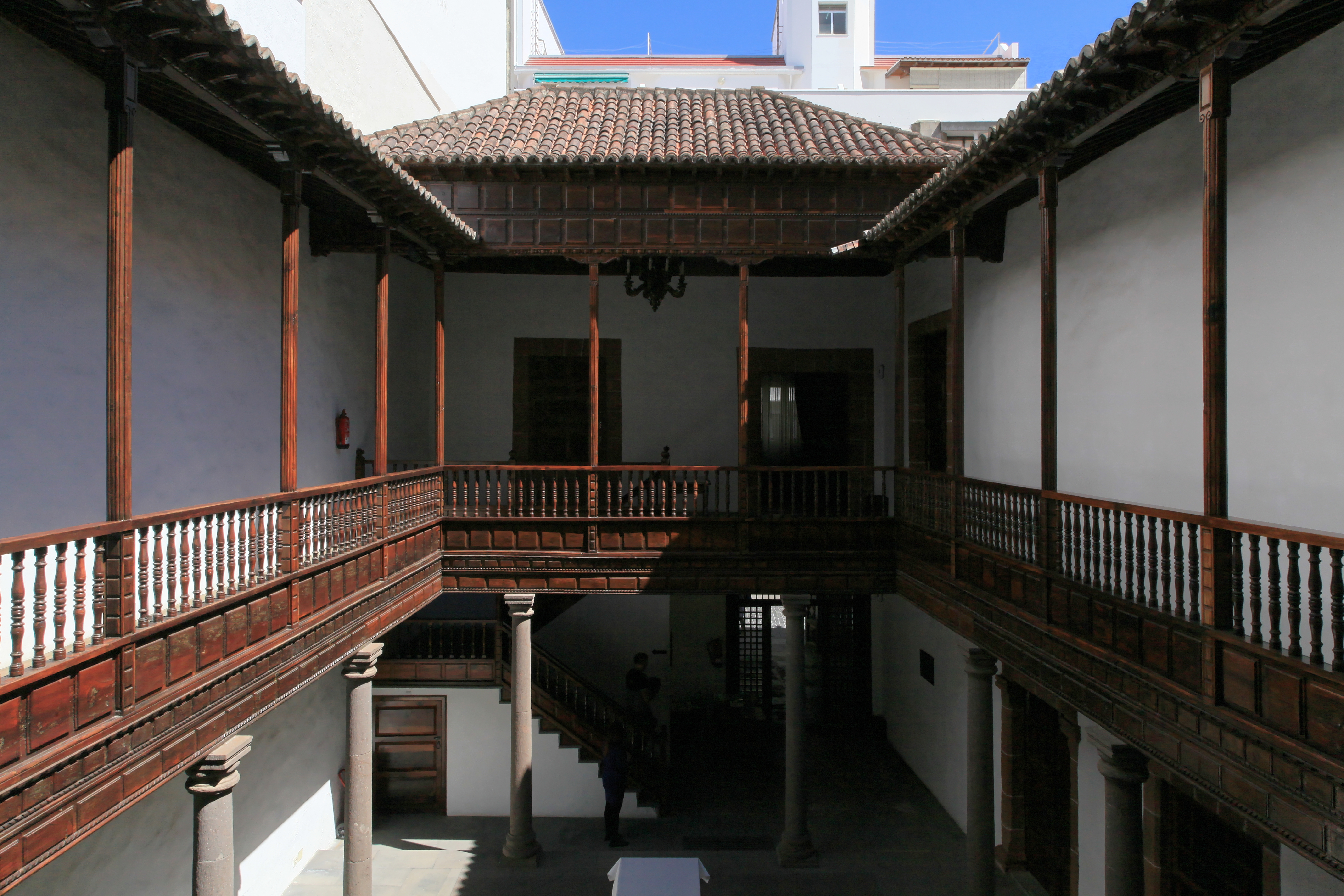
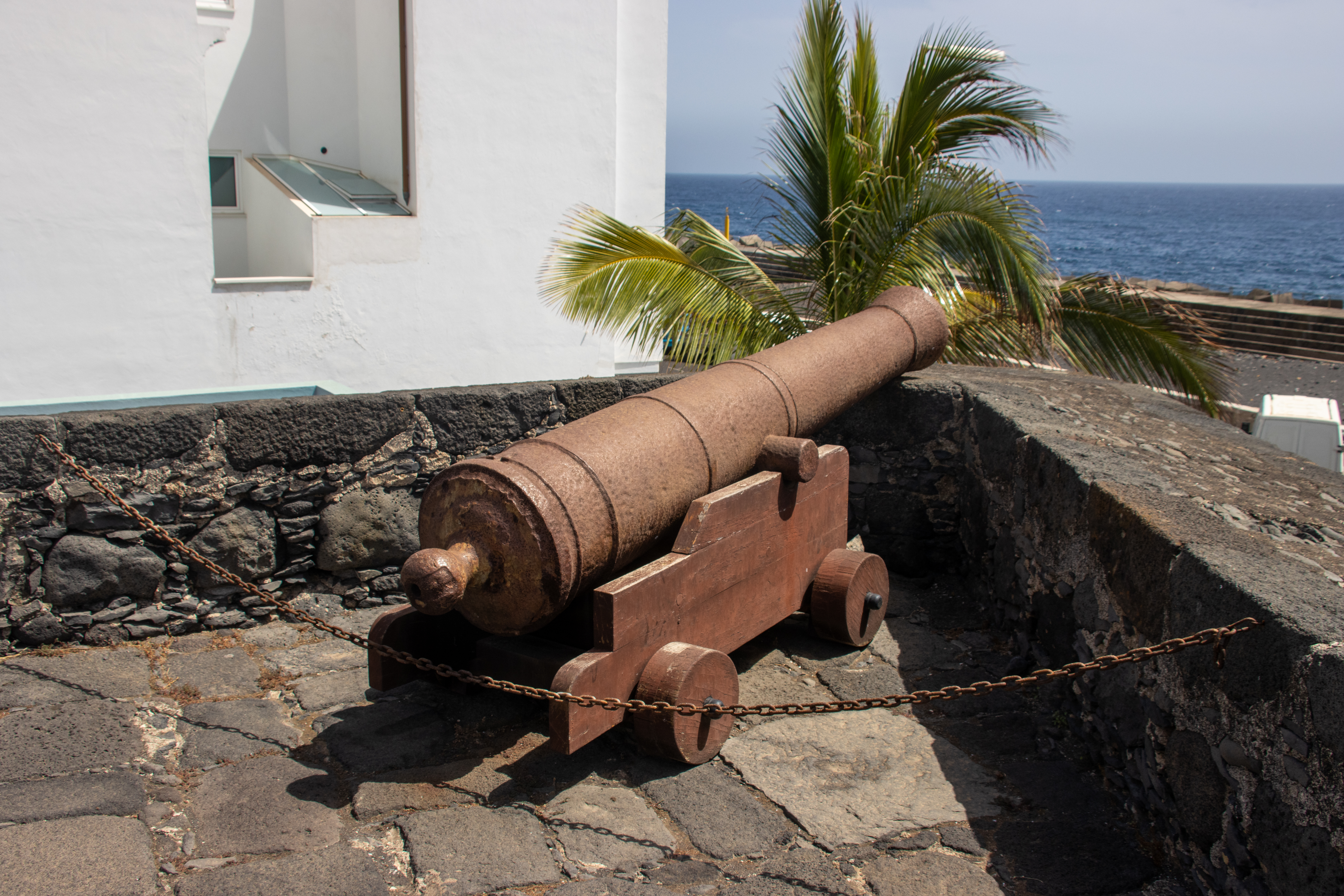
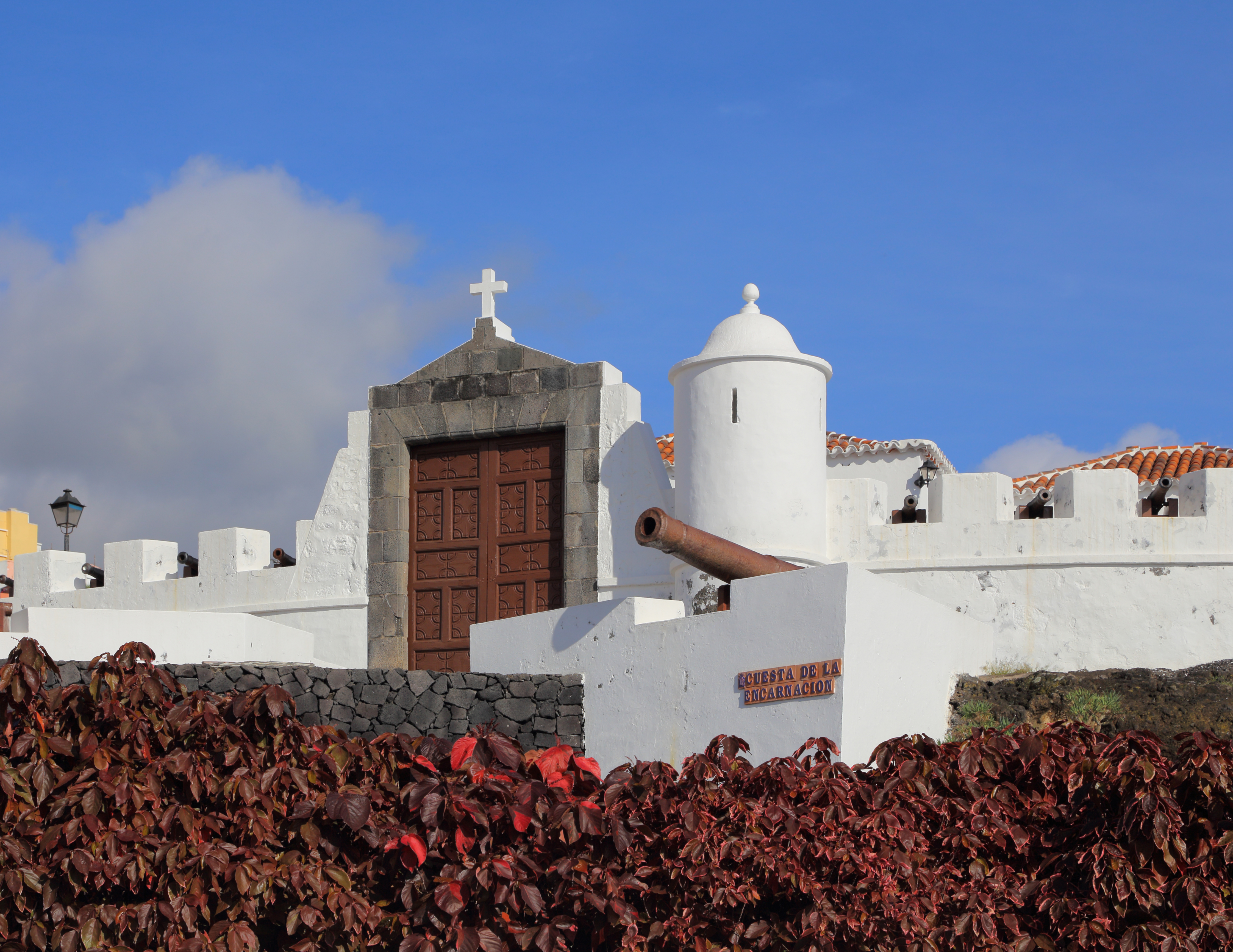
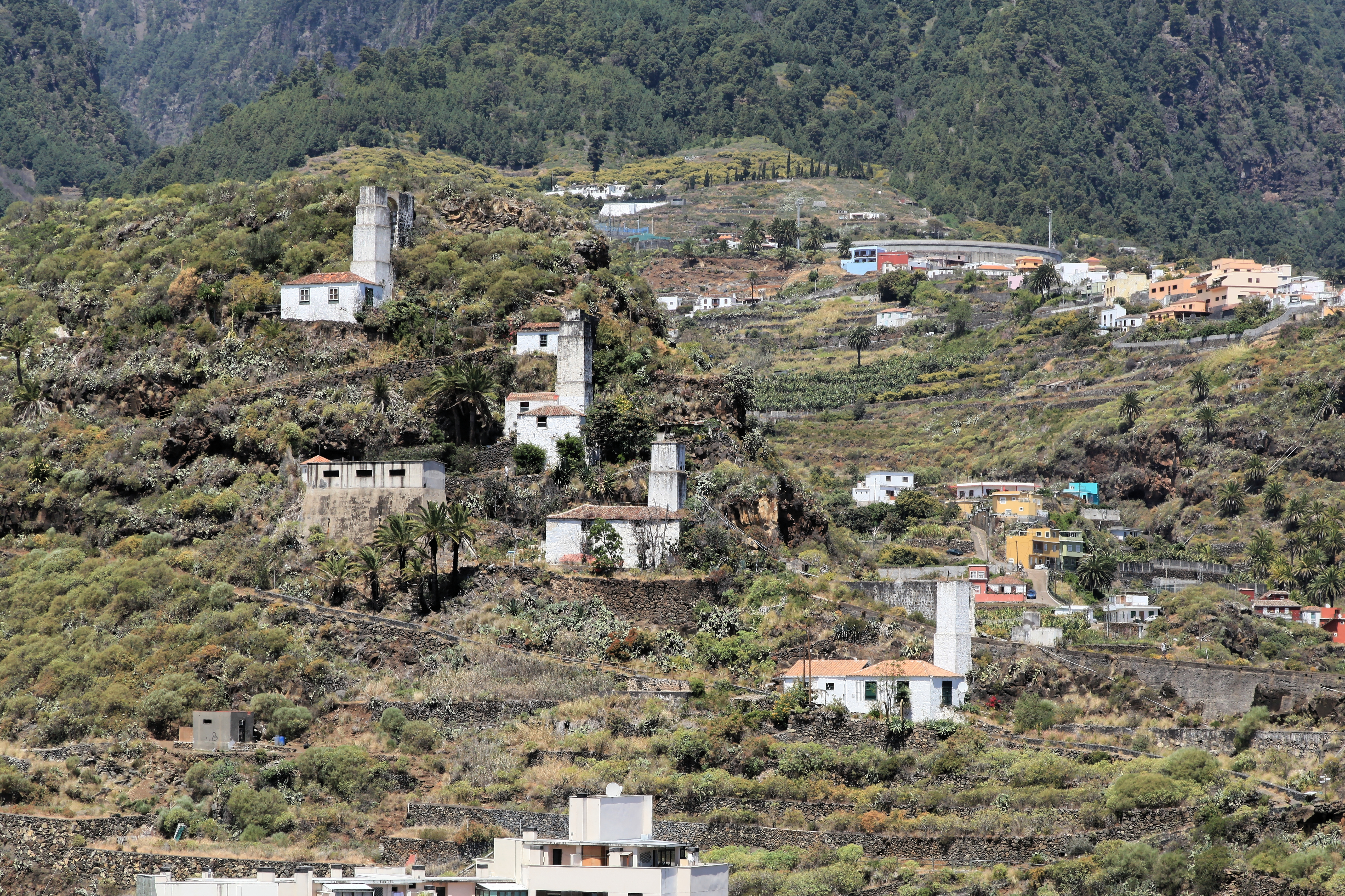

Barlovento · Breña Alta · Breña Baja · Fuencaliente de La Palma · Garafía · Los Llanos de Aridane · El Paso · Puntagorda · Puntallana · San Andrés y Sauces · Santa Cruz de La Palma · Tazacorte · Tijarafe · Villa de Mazo
1. ↑   Piotr Paszkiewicz e.a., Canary Islands (Eyewitness travel guide). Londen:Dorling Kindersley, 2003, pag.146